# Inozitol-polifosfat multikinaza
Inozitol-polifosfat multikinaza (EC 2.7.1.151, IpK2, IP3/IP4 6-/3-kinaza, IP3/IP4 dualno-specifična 6-/3-kinaza, IpmK, ArgRIII, AtIpk2alfa, AtIpk2beta, inozitol polifosfatna 6-/3-/5-kinaza) je enzim sa sistematskim imenom ATP:1D-mio-inozitol-1,4,5-trisfosfat 6-fosfotransferaza. Ovaj enzim katalizuje sledeću hemijsku reakciju
2 ATP + 1-mio-inozitol 1,4,5-trisfosfat {\displaystyle \rightleftharpoons } 2 ADP + 1-mio-inozitol 1,3,4,5,6-pentakisfosfat (sveukupna reakcija)
(1a) ATP + 1-mio-inozitol 1,4,5-trisfosfat {\displaystyle \rightleftharpoons } ADP + 1-mio-inozitol 1,4,5,6-tetrakisfosfat
(1b) ATP + 1-mio-inozitol 1,4,5,6-tetrakisfosfat {\displaystyle \rightleftharpoons } ADP + 1-mio-inozitol 1,3,4,5,6-pentakisfosfat
Ovaj enzim takođe fosforiliše Ins(1,4,5)P3 do Ins(1,3,4,5)P4, Ins(1,3,4,5)P4 do Ins(1,3,4,5,6)P5, i Ins(1,3,4,5,6)P4 do Ins(PP)P4, nepoznatog izomera.

## Literatura
- Nicholas C. Price; Lewis Stevens (1999). Fundamentals of Enzymology: The Cell and Molecular Biology of Catalytic Proteins (Third изд.). USA: Oxford University Press. ISBN 019850229X.
- Eric J. Toone (2006). Advances in Enzymology and Related Areas of Molecular Biology, Protein Evolution (Volume 75 изд.). Wiley-Interscience. ISBN 0471205036.
- Branden C; Tooze J. Introduction to Protein Structure. New York, NY: Garland Publishing. ISBN 0-8153-2305-0.
- Irwin H. Segel. Enzyme Kinetics: Behavior and Analysis of Rapid Equilibrium and Steady-State Enzyme Systems (Book 44 изд.). Wiley Classics Library. ISBN 0471303097.

## Spoljašnje veze
- Inositol-polyphosphate+multikinase на 